# Хеити Хајтс (Мисури)
Хеити Хајтс (енгл. Hayti Heights) град је у америчкој савезној држави Мисури.

## Демографија
По попису из 2010. године број становника је 626, што је 145 (-18,8%) становника мање него 2000. године.
| Група             | 2000.       | 2010.       |
| Белци             | 5 (0,6%)    | 7 (1,1%)    |
| Афроамериканци    | 758 (98,3%) | 616 (98,4%) |
| Азијати           | 3 (0,4%)    | 0 (0,0%)    |
| Хиспаноамериканци | 0 (0,0%)    | 2 (0,3%)    |
| Укупно            | 771         | 626         |